# Gabriela Grillo
Gabriela Dagmar Grillo (* 19. August 1952 in Duisburg; † 25. Februar 2024) war eine deutsche Journalistin, Unternehmerin sowie zuvor Dressurreiterin und Olympiateilnehmerin.

## Werdegang
Grillo ist die Tochter des Kaufmanns Herbert Grillo und dessen Frau Marita, geborene Withofer.
Als Dressurreiterin trainierte Gabriela Grillo von 1960 bis 1966 bei Otto Fuhrmann, von 1967 bis 1973 bei Walter Günther und ab 1974 bei dem Generalmajor a. D. Albert Stecken. Nach dem Abitur am Frau-Rath-Goethe-Gymnasium in Duisburg 1971 schrieb sich Grillo im selben Jahr für Musikwissenschaft, Germanistik und Theaterwissenschaft an der Universität zu Köln ein. Beim Reit- und Fahrverein am Uhlenhorst in Mülheim war Grillo von 1979 bis 1983 Jugendwart. Ab 1980 war sie ständige Mitarbeiterin der Fachzeitschrift Reiten und Fahren. Im Jahr 1981 wurde sie als Vorstand der Fachgruppe Dressur im Deutschen Reiter- und Fahrerverband (DRFV) tätig. Von 1976 bis 1982 war sie Mitglied der bundesdeutschen Dressur-Nationalmannschaft. In diese Zeit fiel ihr größter sportlicher Erfolg, der Gewinn der Mannschaftsgoldmedaille bei den Olympischen Sommerspielen 1976 in Montreal im Dressurreiten; in der Einzelkonkurrenz belegte sie den 4. Platz. Beide Erfolge erritt sie auf ihrem Trakehner Ultimo. Seit 1985 war sie Mitglied im Deutschen Olympiade-Komitee für Reiterei (DOKR). Grillo hat Fachartikel und mehrere Bücher über das Reiten verfasst, so etwa 1979 60 Worte Reiterdeutsch.
Für den Gewinn der Goldmedaille 1976 erhielt sie das Silberne Lorbeerblatt.
Seit 1993 war Gabriela Grillo, eine Ururenkelin von Wilhelm Grillo und Ururgroßnichte von Friedrich Grillo, geschäftsführende Gesellschafterin der Wilhelm Grillo Handelsgesellschaft mbH, sie handelt mit Zink, Blei, Kupfer und seltenen Metallen wie Bismut, Antimon und Kobalt.
Im März 1995 wurde sie Aufsichtsratsmitglied in der Grillo-Werke AG in Duisburg und dann im Mai 1995 vom Aufsichtsrat der Grillo-Werke AG in den Vorstand delegiert als stellvertretendes Vorstandsmitglied. Im Mai 1996 wurde sie zum ordentlichen Vorstandsmitglied der Grillo-Werke AG bestellt. Seit August 2001 war sie Sprecherin des Vorstandes; seit Oktober 2004 war sie Vorsitzende des Aufsichtsrates der Grillo-Werke AG. Ihr Nachfolger im Vorstand wurde ihr Cousin Ulrich Grillo. Der Grillo-Konzern gliedert in die vier Geschäftsbereiche Metall, Chemie, Zinkoxid und Rheinzink mit Tochtergesellschaften und Niederlassungen über ganz Europa verteilt und Brückenköpfen in USA, China und Südafrika. Der Grillo-Konzern gilt als der größte Zink-Verarbeiter der Welt und ist seit 1994 wieder vollständig in Familienhand; die 150 Familienaktionäre dürfen ihre vinkulierten Namensaktien nur mit Zustimmung von Vorstand und Aufsichtsrat weitergeben. Grillo saß in der Chefetage der Londoner Metallbörse (LME).
Gabriela Grillo war Kuratoriumsmitglied der Universität Duisburg-Essen.
Im November 2010 erhielt Grillo in Gladbeck die Luther-Rose für gesellschaftliche Verantwortung und Unternehmercourage der Internationalen Martin Luther Stiftung.

## Sportliche Erfolge
- Goldenes Deutsches Reiter-Abzeichen Klasse I, 1971
- Olympiasieg Dressurreiten Mannschaft: 1976[2] (auf Ultimo)
- Deutsches Dressurderby
  - 1. Platz: 1977 (mit Ultimo), 1980 (mit Ultimo)
  - 2. Platz: 1978 (mit Wilhelm Tell)
- Olympia-Ersatzwettbewerbe der boykottierenden Staaten
  - Einzel: 5. Platz beim Goodwood International Dressage Festival 1980 (auf Ultimo)
- Europameisterschaften Dressurreiten[19][20]
  - Mannschaft: Europameister 1977 (auf Ultimo), 1979 (auf Ultimo), 1981 (auf Galapagos)
  - Einzel: Bronzemedaille 1981 (auf Galapagos)
- Deutsche Meisterschaften Dressurreiten (Damen)[21]
  - 1. Platz: 1977 und 1979 (mit Ultimo), 1980, 1981 und 1982  (mit Galapagos), 1983 (mit Grandison)
  - 2. Platz: 1978, 1985
  - 3. Platz: 1978 (mit Ultimo), 1984 (mit Grandison), 1986
- Gewinn Rheinische Meisterschaften Dressurreiten (Damen): 1972, 1974, 1982[22]

## Ehrungen
- 1976: Sportehrenplakette der Städte Mülheim und Duisburg
- 1976: Silbernes Lorbeerblatt
- 1976: FN-Ehrenzeichen in Gold mit Olympischen Ringen
- 1976: Goldene Ehrennadel des Trakehnerverbands
- 1976: Goldene Leistungsnadel des Verbands der Reit- und Fahrvereine Rheinland
- 1976: Goldene Nadel des Reitclubs St. Georg Salzburg
- 1980: FN-Ehrenzeichen Sonderst. Gold (Festival der Dressurreiter)
- 1980: Sportplakette des Landes Nordrhein-Westfalen
- 1981: Freiherr v.-Schrötter-Wohnsdorf Gedächtnis-Plakette (Trakehnerverband)
- 1983: Ehrenpokal der Westdeutschen Sportpresse
- 2021: Bundesverdienstkreuz 1. Klasse

## Schriften
- zusammen mit Erich Oese: Quadrillenreiten: Idee, Gestaltung, Präsentation. FN-Verlag, Warendorf 1992, ISBN 978-3-88542-249-5.